# Aradia or the Gospel of the Witches
Aradia or the Gospel of the Witches (en català: Aradia o l'Evangeli de les bruixes) és un llibre escrit pel folklorista estatunidenc Charles Leland i publicat el 1899. Descriu els credos i ritus d'un moviment religiós ocult relacionat amb la bruixeria de la regió italiana de Toscana. Leland assegura que aquest moviment existia des de feia segles en el moment en què ell el va descobrir, en la dècada dels 1890. Els crítics han discutit si hi té raó o no. Tot i això, el llibre esdevingué un dels textos fonamentals del neopaganisme.
Aquest assaig té fonts molt barrejades. En part és d'una traducció a l'anglés, feta per Leland, del manuscrit en italià Vangelo (evangeli). Leland va dir que el manuscrit l'havia rebut del seu principal contacte sobre bruixeria italiana, una dona a la qual anomena Maddalena. La resta de capítols provenen dels estudis de Leland sobre folklore i tradicions italianes, a més a més d'altres elements que li envià Maddalena. Leland coneixia l'existència del Vangelo des del 1886, però Maddalena no li n'envià un exemplar fins al 1897. Després de traduir el text, esperà dos anys més per a publicar-lo. L'emblema central d'aquest culte és la dea Aradia, que s'encarna per a instruir en les arts de la bruixeria els pagesos perquè tinguessen capacitat de defensar-se dels senyors feudals i de l'Església catòlica.
L'obra de Charles Leland fou relativament desconeguda fins a la dècada dels 1950, quan es comencen a discutir altres teories sobre el paganisme i la seua possible supervivència fins al segle xx. Aradia fou novament estudiada sobre la base d'hipòtesis modernes i el desacord entre els que n'han investigat el tema continua fins hui. Alguns rebutgen les afirmacions de Leland sobre l'origen del manuscrit mentre que altres veuen el Vangelo i la seua traducció com un document incomparable sobre creences populars. A més a més de l'interés que suscità entre els acadèmics, Aradia tingué importància també en la història de la wicca de Gardner i el seu ideari perquè l'assaig es va fer servir per a demostrar que els ritus de bruixeria pagana havien sobreviscut a Europa. Per l'interés creixent que havia despertat en el públic, Aradia es donà a conèixer àmpliament en moltes reedicions, incloent-ne una edició crítica el 1999, que contenia una nova traducció de Mario i Dina Pazzaglini.

## Origen

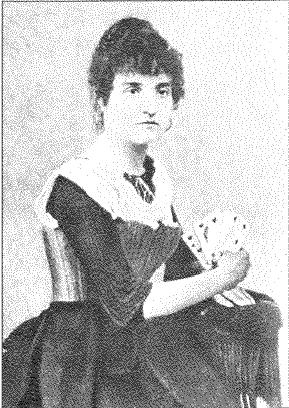
Maddalena quan era una jove vident

Charles Godfrey Leland fou un escriptor i folklorista estatunidenc que va estudiar en profunditat el folklore italià a Florència. Aradia és el resultat de les seues recerques allí. Encara que el llibre se sol associar amb Leland, el descobriment del manuscrit originari és en part atribuïble a una misteriosa dona italiana, a qui Leland i la seua neta i biògrafa, Elizabeth Robins Pennell, anomenaven Maddalena. Segons la folklorista Roma Lister, amiga de Leland, el veritable nom de Maddalena era Margherita, i provenia de Florència. Maddalena afirmava pertànyer a un antiquíssim llinatge oriünd dels etruscos. Quan ella escrivia una carta a Leland, sempre signava Maddalena Talenti.
Leland deia que havia trobat Maddalena el 1886: ella esdevingué la principal font de l'obra sobre folklore italià durant els anys següents. Leland pensava que ella pertanyia a una antiga tradició de bruixeria ja desapareguda. Hi escrigué: "després d'un llarg aprenentatge, hui sap tot allò que vull i sap com traure informació de la seua gent". Va rebre uns centenars de pàgines de Maddalena, que va revisar i arranjar per a incloure-les en els seus assaigs: Etruscan Roman Remains in Popular Tradition (Vestigis etruscoromans en la tradició popular), Legends of Florence Collected From the People (Llegendes de Florència recollides del poble), i Aradia or the Gospel of the Witches. El 1886, Leland diu que havia esbrinat que existia un manuscrit que descrivia la doctrina de la bruixeria italiana, i demana a Maddalena que li n'aconseguisca un exemplar aviat. Onze anys després, l'1 de gener de 1897, Leland va rebre per correu el manuscrit Vangelo. Per com havia estat escrit, era evident que el text havia eixit de la mà de la mateixa Maddalena. Leland el considerà des del primer moment un document autèntic sobre la "Religió Antiga" de les bruixes, però no va ser capaç de determinar si el text provenia de fonts orals o escrites. Les cartes següents que van bescanviar Maddalena i Charles Leland mostren que ella pretenia contraure matrimoni i emigrar als Estats Units d'Amèrica: el Vangelo seria el darrer document que Leland en va rebre.
Leland acabà la traducció i composició del text a començament del 1897 i l'envià a David Nutt per a publicar-lo. Però Nutt en posposava una vegada i una altra l'edició. Dos anys després, Leland escrigué a David Nutt demanant-li que li tornàs el manuscrit per a donar-li'l a un altre editor. Aquesta petició provocà un sobtat canvi d'actitud en Nutt que per fi publicà una petita quantitat d'exemplars del llibre al juliol del 1899.
L'escriptor wiccà Raymond Buckland afirmava ser el primer a reeditar el llibre el 1968 en la seua editorial "Buckland Museum of Witchcraft" (Museu de Bruixeria Buckland). En realitat, ja n'hi havia una reedició anterior de "Wiccens "sic" Charles Rex Nemorensis" i Mary Cardell a la primeria de la dècada dels 1960. De llavors ençà, l'obra ha estat reeditada en moltes ocasions.

## Contingut
Com que aleshores ell ja havia estudiat durant onze anys l'especialitat, deia no estar sorprés pel contingut del Vangelo. En la major part contenia el que esperava, tret d'uns fragments semipoètics. "Jo també crec", escriu Leland en l'obra, "que en aquest Evangeli de les bruixes tenim si més no una fidedigna descripció de la doctrina i dels rituals durant els aquelarres. Retien culte a deïtats prohibides i practicaven actes prohibits, inspirats tant en la rebel·lió contra la societat com en les seues pròpies passions".
Del treball de Leland veié la llum un llibre prou prim. Organitzà el text en quinze capítols, als quals afegí un breu pròleg i un apèndix. La versió editada contenia notes i extractes del text original italià que Leland havia traduït. Aradia consta sobretot d'encanteris, benediccions i rituals, però el text també inclou algunes històries i mites evidenciant així la influència de la mitologia romana i del catolicisme. Els personatges més esmentats són la dea Diana, un déu del sol anomenat Llucifer, el Caín bíblic presentat com un déu de la lluna i Aradia, en un paper de tipus messiànic. La bruixeria descrita en l'obra és alhora un mètode pràctic de bruixeria i una "contrareligió" totalment contrària a la jerarquia i al catolicisme.

### Temes

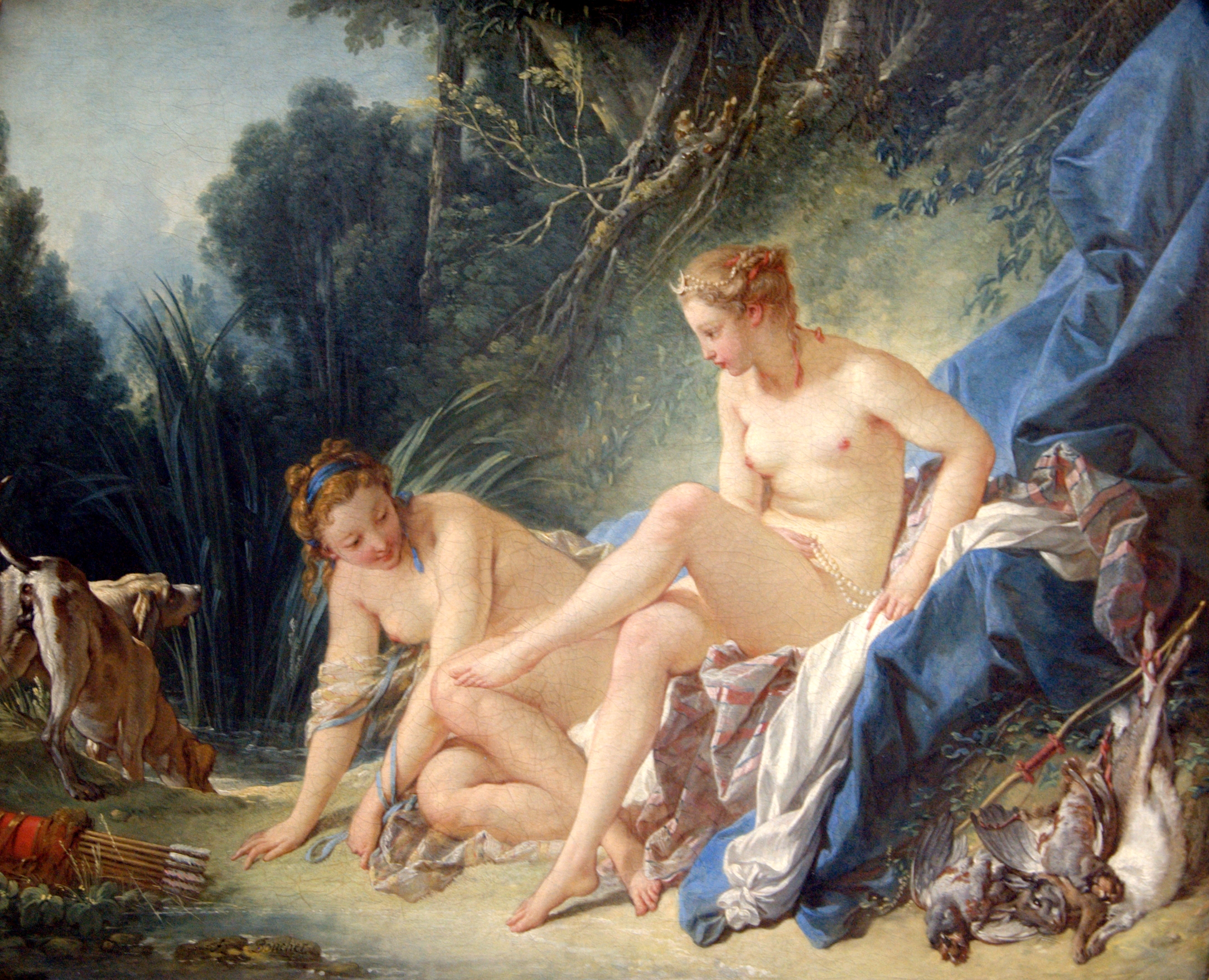
Diana eixint del bany, François Boucher, 1742, 57cm x 73 cm, Louvre, París. La dea duu una corona, amb forma de lluna creixent

Alguns capítols de l'obra es dediquen a rituals i conjurs màgics. El capítol sisé inclou la descripció de conjurs, amb l'objectiu d'enamorar la persona estimada. El text esclareix el conjur a practicar, quan es troba una pedra redona o foradada, per a transformar-la en un amulet i assolir així el favor de Diana (quart capítol). El segon capítol descriu la festa ritual en honor a Diana, Aradia i Caín. Els relats són la part de l'obra més petita, i consten d'algunes històries breus i llegendes, sobre el naixement del paganisme i els fets dels seus déus. Leland resumeix els mites presentats quan diu: "Diana és la reina de les bruixes; s'associa amb Heròdies (Aradia) per la bruixeria; va parir el fill del seu germà el Sol (Llucifer); com a dea lunar es relaciona amb Caín, que viu en la lluna captiu; les antigues bruixes eren persones oprimides pel feudalisme que es revelaven com i quan podien, i organitzaven orgies en honor a Diana, les quals eren vistes per l'Església catòlica com un culte a Satanàs". Diana no sols és la dea de les bruixes, també és presentada com la creadora de l'univers sencer en el tercer capítol, que es divideix en llum i ombra. Després del naixement del seu fill Llucifer, Diana es transforma en gata i el sedueix, per a concebre així Aradia, la seua filla. El primer capítol presenta les primeres bruixes com a esclaves, que arriben a escapar-se dels seus amos i comencen noves vides com a "lladres i males gents". Diana els envia la seua filla Aradia, per a ensenyar aquelles exserventes bruixeria, que puguen usar el seu poder a partir de llavors per a "destruir els malvats" (esclavistes). Els deixebles d'Aradia són els primers bruixots i continuen el culte a Diana. Charles Leland estava molt impressionat per aquella cosmogonia: "En tots els altres escrits de cada ètnia humana (…) va ser creat l'univers, mentre en la bruixeria l'origen primigeni és la dona".

### Estructura

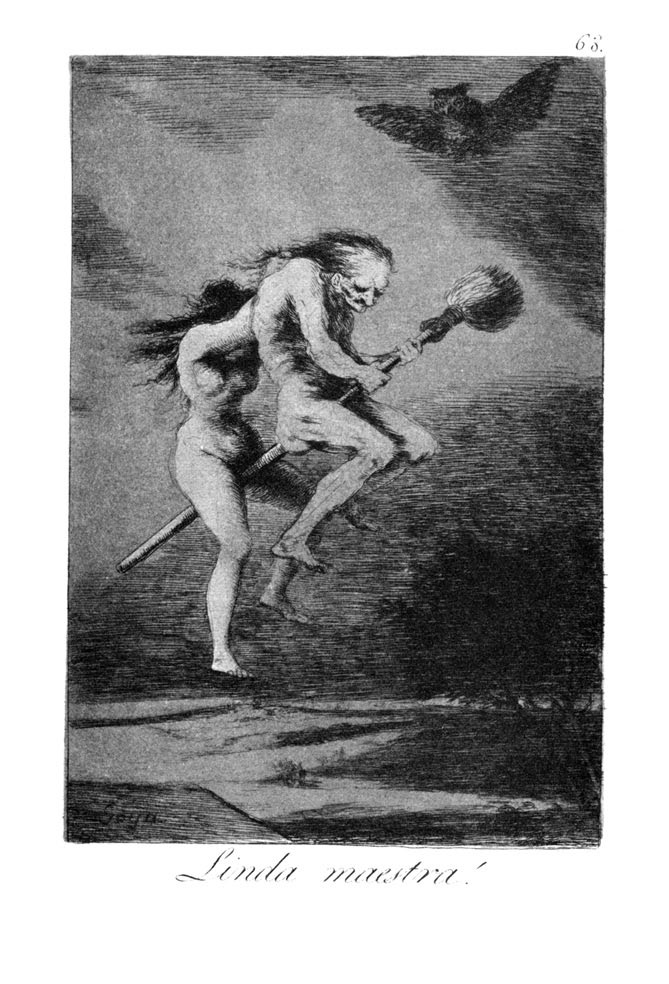
Representació de dues bruixes volant en una granera. De la sèrie de gravats Els capritxos, de Francisco Goya (1799)

Aradia es divideix en quinze capítols. Els deu primers es presenten com la traducció de Leland del manuscrit Vangelo, que rebé de Maddalena. Aquesta secció, tot i que conté sobretot les descripcions de conjurs o rituals, és també la font de la majoria dels mites i contes populars de l'obra. El final del primer capítol és el fragment en què Aradia ensenya als seus deixebles com practicar bruixeria.
Els deu primers capítols no són pas totalment una traducció directa del Vangelo. Leland també proposa els seus comentaris i notes en algunes parts del text. A més, el seté capítol conté altres relats populars que no provenen del manuscrit principal. El medievalista Robert Mathiesen opina que el Vangelo constitueix fins i tot una part més petita d'Aradia. Mathiesen afirma que sols els capítols primer i segon i la primera meitat del quart corresponen a la descripció que Leland havia fet abans del contingut del manuscrit. Per a Mathiesen, la resta del text s'origina en altres textos replegats per Leland gràcies a Maddalena.
Els darrers cinc capítols s'identifiquen més clarament com a aliens al manuscrit. Malgrat això, Charles Leland els hi inclou per la seua relació amb el tema. L'autor aconsegueix aquesta informació durant la seua recerca sobre la bruixeria italiana, en especial mentre escrivia Vestigis etruscoromans (Etruscan Roman Remains) i Llegendes de Florència (Legends of Florence). Els temes d'aquests capítols són una mica diferents als del començament del llibre. Leland, però, decideix incloure'ls en part per a "confirmar que el culte existia ja feia molt de temps, des dels primers temps del cristianisme". El capítol quinzé, per exemple, és una invocació a la dea romana Laverna amb una baralla de naips. Leland aclareix en una nota l'objectiu d'aquest afegit: Diana, representada en Aradia, és adorada per lladres, mentre que Laverna era la dea romana del robatori. Altres aclariments de Leland sobre el text es poden trobar en el prefaci, l'apèndix i les moltes notes del llibre.
Leland hi afegeix molts fragments en italià de la versió original, que ell va traduir. Segons Mario Pazzaglini, autor de la traducció del 1999, la versió en italià té errades ortogràfiques, gramaticals i li manquen paraules. A més diu que, de sobte, apareix redactada en toscà estàndard i no en la parla local. Pazzaglini conclou que el Vangelo fou en primer lloc traduït del dialecte local al toscà i després a l'anglés. D'això deriva un conjunt de textos de contingut divers, a vegades mal copiats. El mateix Leland considera el text un "'conjunt de cerimònies, conjurs i tradicions'"". Fins i tot considerava el manuscrit com un intent de recollir "valuoses i singulars restes del folklore etruscoromà", per a evitar-ne la desaparició. Manca de coherència entre els relats, i fins i tot entre les seccions que Leland atribueix al Vangelo. Segons Chas Clifton, aquesta manca és un argument a favor de l'autenticitat de l'escrit, perquè sembla que el text no fou "pastat (...) per a futurs compradors del llibre".

## Punts polèmics

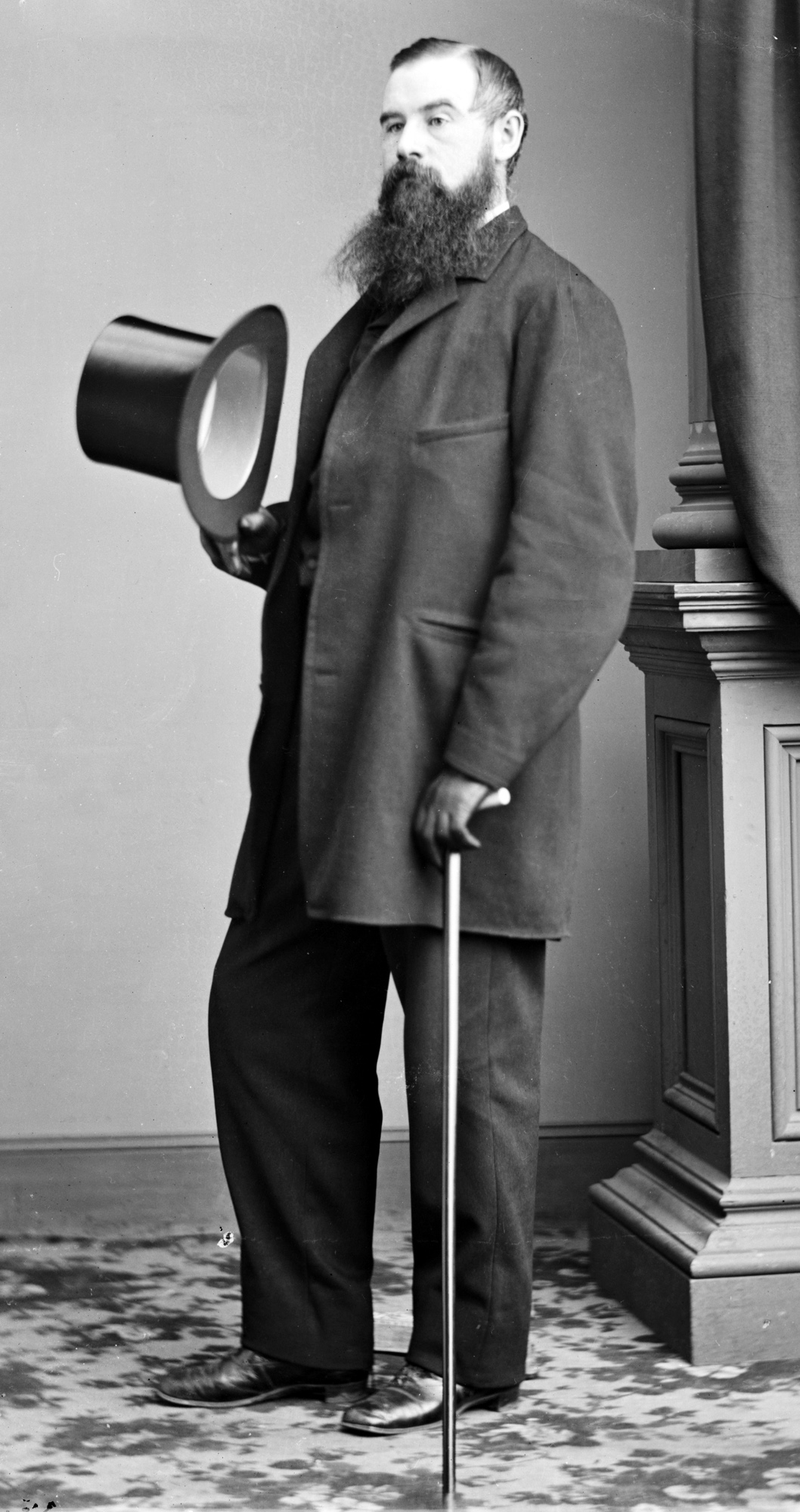
Charles Godfrey Leland escrigué articles periodístics, comèdia i obres sobre folklore i lingüística. De les seues obres, la més controvertida fou Aradia

En els comentaris, es fa palés que Leland pensa que "les bruixes, fins i tot hui, formen una societat secreta fragmentària o secta, que elles diuen Antiga Religió; i que hi ha a la regió de la Romanya poblacions senceres que són paganes". Tot basant-se en això, Leland suggereix que "l'existència d'una religió suposa l'existència d'una Escriptura. En aquest cas es pot acceptar, fins i tot sense un control exhaustiu, que l'Evangeli de les Bruixes és veritablement una obra molt antiga, probablement la traducció d'algun text primerenc o tardà en llatí.
L'afirmació de Leland sobre l'autenticitat del manuscrit ha estat debatuda durant molt de temps i fins i tot s'ha dubtàs que arribàs a rebre aquest manuscrit. El 1921 s'edità una obra de Margaret Murray, The Witch-cult in Western Europe (Culte de bruixeria a Europa Occidental), en què opina que els judicis contra les bruixes europees eren, de fet, eines per a perseguir a les antigues religions paganes que encara existien. Més tard, Theda Kenyon, autor estatunidenc sensacionalista, enllaçà la teoria de Murray amb la religió de les bruixes descrita en Aradia, en el seu llibre del 1929,  Witches Still Live (Les bruixes encara viuen). En conseqüència, els arguments contra la hipòtesi de Murray es convertiren en arguments contra Leland. Jeffrey Burton Russell, estudiós de la bruixeria, dedicà part de la seua obra A History of Witchcraft: Sorcerers, Heretics and Pagans (Història de la bruixeria: bruixes, heretges i pagans) (1980) a contradir-ne la de Leland. Russell no sols no estava pas d'acord amb Aradia, sinó tampoc amb Murray i La Sorcière (La bruixa) de Jules Michelet, que, al seu torn, veia la bruixeria com una religió oculta. També l'historiador Elliot Rose, en A Razor for a Goat (Un ganivet per a una cabra), considera Aradia com una simple col·lecció de conjurs que no arriben a perfilar una religió de manera convincent. En Triumph of the Moon (El triomf de la lluna), l'historiador Ronald Hutton hi resumia de manera concisa la discussió, descrivint tres hipòtesis confrontades:
1. El manuscrit Vangelo és un text autèntic que descriu una religió fins ara desconeguda.
2. Maddalena redactà el text amb o sense l'ajut de Leland, tal volta gràcies al seu coneixement sobre folklore i bruixeria.
3. Tot el document és una falsificació de Leland.

El mateix Hutton veu escèpticament no sols l'existència de la religió descrita en Aradia, sinó fins i tot l'existència de Maddalena. Per a Hutton sembla més creïble el fet que Leland creàs tota la història, que el fet que una modesta vident italiana enganyàs al folklorista tan fàcilment. El crític Chas Clifton, en canvi, s'indigna pel punt de vista de Hutton, que fonamenta greus acusacions de frau només en argumentum ad ignorantiam (un dels principals arguments de Hutton és que Aradia és distinta a la literatura medieval).
El medievalista Mathiesen està també en desacord amb la tercera i més escèptica hipòtesi: segons ell, les parts d'Aradia que no provenen del Vangelo foren intensament esmenades i revisades per Leland a causa de l'estat de la redacció, mentre que les seccions italianes a penes tingueren canvis, tret de les esmenes que "precisament faria un corrector comparant-ne la còpia amb l'original". Mathiesen en conclou que Leland es basà en un original italià que el medievalista considera "autèntic" però no pas representatiu d'una tradició popular estesa. L'antropòloga Sabina Magliocco n'examinà la primera hipòtesi, segons la qual el manuscrit de Leland representa veritablement una tradició popular sobre el culte a Diana, en un article titulat Qui fou Aradia? Història i desenvolupament de la llegenda. Magliocco opina que Aradia potser representa una versió del segle del culte a Diana, que incloïa no sols elements medievals sinó també de més moderns amb influències del satanisme: l'esment a Llucifer, la pràctica de bruixeria, els balls sense roba sota la lluna, etc.

## Influència sobre el neopaganisme
D'acord amb Magliocco, Aradia és "el primer text del renaixement de la bruixeria en el segle XX", perquè tingué una influència molt gran en el desenvolupament del neopaganisme. Sembla que la tesi d'Aradia es correspon amb la de Margaret Murray, que opinava que la bruixeria del Renaixement i dels segles posteriors era la supervivència dels antics credos pagans. Quan Gerald Gardner afirmà més tard que havia trobat bruixes autèntiques a l'Anglaterra del segle xx, les obres de Michelet, Murray i Leland contribuïren a fer palés que aquesta supervivència era possible.
L'"Orde de la Dea", part important de la litúrgia practicada en els ritus, en gran part s'inspirava en el discurs d'Aradia en el primer capítol del llibre. Alguns fragments de l'obra apareixien fins i tot en una versió primerenca del ritual wicca de Gardner. Segons Doreen Valiente, una de les sacerdotesses de Gardner, aquest estava bastant impressionat quan Valiente va reconéixer el text com a part del llibre de Leland. Valiente reescrigué més tard el fragment, tant en prosa com en poesia i va conservar solament el discurs "tradicional" d'Aradia. Algunes tendències usen els noms d'"Aradia" o "Diana" per a referir-se a la Dea i Reina de les Bruixes. Ronald Hutton informa que en els primers rituals de Gardner s'usava el nom "Airdia", una altra forma d'"Aradia". Hutton, a més, suggereix que la importància fonamental de la nuesa en els rituals té l'origen principalment en les paraules d'Aradia que apareixen en el llibre:
"I com a demostració que sou realment lliures,
nuets sereu en els vostres ritus, tant hòmens
com dones: i així serà fins
que muira l'últim dels vostres opressors."
Si s'accepta Aradia com una font autèntica d'aquesta pràctica, Robert Chartowich, però, observa que la nova traducció de Pazzaglini del 1999 no és pas tan precisa. Es pot llegir en la versió de Pazzaglini: "Hòmens i Dones / Estareu tots nus, fins / Que aquell que ha de morir, l'últim/ Dels vostres opressors, siga mort." Per a Chartowich, la nuesa ritual només es basa en un error de traducció Leland, que va afegir-hi els mots "en els vostres ritus".
Tanmateix, el contingut d'Aradia no va ser acceptat pas per tots els neopagans. Segons Clifton, les hipòtesis més modernes sobre l'existència d'una religió pagana supervivent a la península Itàlica, com ara les de Leo Martello i Raven Grimassi de la Stregheria, no es corresponen del tot amb les afirmacions del llibre. Aquest conflicte, quant a Aradia, Clifton creu que deu tenir l'origen en la incredulitat dels neopagans sobre la veritable antiguitat de la seua religió. Valiente hi proposa una altra possibilitat: la identificació de Llucifer com el Déu de les Bruixes en Aradia sembla massa difícil d'acceptar per als seguidors de la wicca, que estan més acostumats al més amable i romàntic paganisme de Gerald Gardner i rebutgen qualsevol mena de relació entre bruixeria i satanisme.
Clifton assenyala que Aradia va influir de manera important en els dirigents del moviment neopagà dels anys 1950 i 1960. Més tard, però, ja no apareix com a llibre recomanat en les llistes proporcionades als nous membres. Tampoc és citat tan sovint en obres neopaganes més recents. En la nova traducció de l'obra publicada el 1998, el pròleg pertany a l'escriptor de la wicca Stewart Farrar, que torna a emfasitzar la importància d'Aradia: "L'hàbil recerca realitzada per Leland sobre una tradició moribunda significa una gran contribució per a una altra tradició, viva i en creixement".